# 風雲 幕末傳
《風雲 幕末傳》為元氣公司在2005年1月20日所發售的PlayStation 2用本格歷史動作遊戲。本作為《風雲 新撰組》的續作。
2009年12月10日，由FROM SOFTWARE發售PSP版的《風雲 新撰組‐幕末傳‐portable》，内容和《風雲 幕末傳》一樣、過關後可以看到作為映像特典的美術設定。但和本作不同的是，在會話場景時，人物的嘴巴並不會動，也沒有喜怒哀樂的表情，然後一部分人物的髮型也不一樣。

## 概要
- 可選擇要成為倒幕派或佐幕派。倒幕派的劇本直到鳥羽伏見之戰。佐幕派的劇本則是直到箱館總攻撃。
- 人聲和劍術等遊戲要素比前作還要多。
- 預約禮物為原創的龍馬君＆沖田君的鑰匙圈（前作風雲 新撰組的預約特典為新撰組的提燈型的鑰匙圈）。

## 主角
- 宮本宗助※（倒幕編）　名字原型來自於宮本武藏。（声：加藤將之）

立志倒幕的青年維新志士。擁有銳利的眼神，他認真盯住人的眼神讓坂本龍馬評論是對「恐怖的眼神」。參加過櫻田門之變，雖然個性單純卻有著激烈的思想。當初受到其思想的影響而毫不猶豫地參加暗殺活動，但在坂本龍馬的影響下，脫離刺客的工作。初期設定的劍術架式為正眼及上段。
故事開始時參加櫻田門之變。在伙伴以他還年輕的理由下，使計讓他逃走，因此投過幕府的追殺。
之後參加土佐勤王黨，由於參與當時的尊王活動，因此認識坂本龍馬、岡田以藏、田中新兵衛等人。並受到一起參與活動的坂本龍馬的巨大的影響。
之後，脫離不斷進行激烈活動的土佐勤王黨，並與以桂小五郎等人為中心的維新志士會合。後來池田屋事件，以及之後引起的禁門之變，讓他一度與京都保持距離，並加入在長州舉兵的奇兵隊。與高杉晉作、山縣有朋、以及在長州正義派危急之時前來幫忙的河上彥齋等人一起戰鬥，對於讓藩政再次回到正義派的手中有所貢獻。
坂本龍馬在組成海援隊後，就離開奇兵隊並加入海援隊。再次回到京都進行活動。以後，隸屬海援隊並為了倒幕而戰，但龍馬卻在近江屋事件中遭到殺害。在龍馬遭暗殺後，依然以倒幕派志士身分繼續活動，並參加鳥羽・伏見之戰，還與秋月小次郎交手，最後成功打倒偶然遇到暗殺龍馬的佐佐木只三郎。
結尾中，在勝海舟的運作下，實現了江戶無血開城。維新後，懷抱著龍馬的遺志並坐上前往國外的船隻，要從日本開始展開旅行。
- 秋月小次郎※（佐幕編）名字原型來自於佐佐木小次郎。加入新選組並為了幕府而戰。（声：坪井智浩）

外表清爽，有雙給予他人冷酷印象的眼神的青年劍客。最初登場時，雖然有著不受人情左右性格，而且做事怜悧，但與新撰組隊士互相交流後，逐漸改變為重視夥伴。初期設定的劍術架式為下段及八相。
企圖加入浪士組時，與芹澤鴨結下樑子，但在近藤勇等試衛館派隊士的仲裁下，以後就與試衛館派的隊士們有深度的往來。
從壬生浪士組時代開始，就積極地為了維持京都的治安而奔走。與試衛館派的隊士們一起取締倒幕派的志士們。一方面實力超群，並由於組成壬生浪士組的貢獻者芹澤鴨等人的惡行，讓他暗中對這些人所屬的水戶派產生反感。之後看不慣芹澤鴨為惡的幕府（正確來說是監督壬生浪士組的會津藩）下達了暗殺芹澤的命令，並與土方歲三等人一起加入暗殺計畫。為壬生浪士組內部派系的集權化做出貢獻。
歷經八月十八日政變後，隊伍改名為「新撰組」並站在第一線上，並與土方歲三，沖田總司，永倉新八等人繼續為了維持京都治安而奔走。以後，參與池田屋事件，禁門之變而活躍。
禁門之變以後，雖然有伊東甲子太郎以參謀身分入隊，但卻再次讓新撰組內部產生動盪。還因此發生受隊士們深厚信賴的總長‧山南敬助的脫逃事件，當他與沖田總司一起追捕到山南時，才聽到他脫逃的真正目的（山南脫逃的目的是要警告伊東企圖分離新撰組）。
伊東甲子太郎之後雖然組成「御陵衛士」，並與藤堂平助一起脫離新撰組，但他仍決定留在新撰組，之後還參與暗殺伊東甲子太郎的行動。
後來參與戊辰戰爭，鳥羽・伏見之戰，並在戰爭露出敗象時，決定負責殿後，讓土方等人能成功脫逃。
之後一度消息不明，但在會津再次與新撰組會合。以後就在函館，與新撰組一起戰鬥到解散為止。
片尾中，在戰死的土方墓前，與生存下來的永倉新八，齋藤一再會。並發誓要一起在新時代中活下去。以後則消息不明。
可以更改主角名字、但會讓他們的名字無法被念出來。

## 登場人物
- 坂本龍馬（声：小野大輔）
- 西鄉隆盛（声：江川大輔）
- 高杉晉作（声：奧田啟人）
- 佐佐木只三郎（声：小上裕通）
- 桂小五郎、永倉新八（声：濱田賢二）
- 山縣狂介（声：高瀨右光）
- 伊東甲子太郎（声：阪口周平）
- 勝海舟（声：加瀨康之）
- 相馬主計（声：伊丸岡篤）
- 幾松（声：榊原由依）
- 楢崎龍（声：齋藤惠理）
- 近藤勇、原田左之助（声：上田陽司）
- 土方歲三（声：新垣樽助）
- 沖田總司（声：石井真）
- 藤堂平助（声：小野塚貴志）
- 山南敬助（声：吉野貴宏）
- 山崎蒸（声：渡邊英雄）
- 市村鐵之助（声：鈴木正和）
- 芹澤鴨（声：くわはら利晃)

其他多數
- 旁白（声：大木民夫）

※本作的聲優幾乎由Mausu Promotion成員負責。

## 攻略本
- 風雲幕末傳攻略・幕末英傑錄
- 風雲幕末傳 公式攻略極之書

## CD
- 風雲幕末傳 原聲帶

## 外部連結
- 風雲 幕末傳 官方網站
- 新撰組　攻略之書 （页面存档备份，存于）
- 風雲新撰組-幕末傳-portable